# Yuri Oyarzo
Yury Michel Oyarzo Barragán (Rivera, 13 dicembre 2007) è un calciatore uruguaiano, difensore del Racing Montevideo.

## Caratteristiche tecniche
È un terzino sinistro.

## Carriera
Cresciuto nel settore giovanile del Racing Montevideo, ha debuttato in prima squadra il 14 giugno 2025 nell'incontro di prima divisione uruguaiana perso 2-1 contro il Nacional.

## Statistiche

### Presenze e reti nei club
Statistiche aggiornate al 3 agosto 2025.
| Stagione        | Squadra           | Campionato      | Campionato | Campionato | Coppe nazionali | Coppe nazionali | Coppe nazionali | Coppe continentali | Coppe continentali | Coppe continentali | Altre coppe | Altre coppe | Altre coppe | Totale | Totale | Totale |
| Stagione        | Squadra           | Comp            | Pres       | Reti       | Comp            | Pres            | Reti            | Comp               | Pres               | Reti               | Comp        | Pres        | Reti        | Pres   | Reti   |        |
| --------------- | ----------------- | --------------- | ---------- | ---------- | --------------- | --------------- | --------------- | ------------------ | ------------------ | ------------------ | ----------- | ----------- | ----------- | ------ | ------ | ------ |
| 2025            | Racing Montevideo | PD              | 5          | 0          | CU              | 0               | 0               | CS                 | 0                  | 0                  | -           | -           | -           | 5      | 0      |        |
| Totale carriera | Totale carriera   | Totale carriera | 5          | 0          |                 | 0               | 0               |                    | 0                  | 0                  |             | -           | -           | 5      | 0      |        |